# قربانی شهوت
قربانی شهوت فیلمی ترکی محصول سال ۱۹۴۰ است که توسط ناظم حکمت نوشته شده است. این فیلم به کارگردانی محسن ارتغرل ساخته شد و بازیگرانی چون جاهده سونکو، محسن ارتغرل، فردی تایفور، سواوی تدو و نوین آکایا در آن ایفای نقش کردند. فیلم در استودیوهای ایستگاه راه‌آهن حیدرپاشا، مال‌تپه، مجیدیه‌کوی و امینونو استانبول فیلم‌برداری شد. این فیلم که در سینمای ایپک اکران شد، اقتباسی از فیلم فرشته آبی محصول ۱۹۳۰ است که مارلنه دیتریش را به شهرت رساند.

## داستان
این فیلم داستان زندگی مردی را روایت می‌کند که زندگی‌اش به خاطر کارهای یک زن تغییر می‌کند. احمد که در یک بانک به‌عنوان صندوق‌دار کار می‌کند، برای وصول بدهی به شهری فرستاده می‌شود. او در طول سفر با قطار با زنی آشنا می‌شود و تحت تأثیر او قرار می‌گیرد و دلیل سفرش را فاش می‌کند. زن برای دستیابی به پولی که احمد باید وصول کند، با دوستانش نقشه‌ای می‌کشد.